# Mỡ Sapa
Mỡ Sapa (danh pháp hai phần: Manglietia sapaensis) là một loài thực vật thuộc họ Magnoliaceae (Hoa Mộc Lan). Đây là loài đặc hữu của Việt Nam. Năm 2010, chúng được phát hiện trong Vườn quốc gia Hoàng Liên, huyện Sa Pa, tỉnh Lào Cai, Việt Nam.